# 6519 Giono
A 6519 Giono (ideiglenes jelöléssel 1991 CX2) a Naprendszer kisbolygóövében található aszteroida. Eric Walter Elst fedezte fel 1991. február 12-én.